# David del Puerto
David del Puerto (Madrid, 1964) es un compositor español.

## Biografía
David del Puerto cursó sus primeros estudios musicales en Madrid a finales de la década de 1970. Se formó con los maestros Francisco Guerrero Marín y Luis de Pablo, en las disciplinas de armonía y composición, así como con Alberto Potín y Jesús María Corral.
Dedicado profesionalmente a la música desde principios de los años 1980, su consagración se produjo en 1986 tras ser invitado a participar en el Almeida Festival of Contemporary Music de Londres con dos de sus obras. Poco después recibió de Pierre Boulez el encargo de escribir una nueva obra para el Ensemble Intercontemporain (Daneb, 1988). En 1987, su obra Veladura fue seleccionada para ser interpretada en París en el concierto "La Escuela Española Contemporánea", con Guerrero, de Pablo y Halffter.
En 1993 consiguió el Premio "Gaudeamus" en Ámsterdam con el Concierto para oboe y conjunto de cámara, así como el premio del programa "El Ojo Crítico" de Radio Clásica de Radio Nacional de España.
Ha sido profesor emérito de composición en varios conservatorios de música y universidades en Bélgica, Holanda, Estados Unidos, y España. Asimismo, ha participado en congresos y ha ofrecido numerosas conferencias en distintos centros pedagógicos europeos. Actualmente es profesor de Análisis en la Escuela Superior de Música Reina Sofía de Madrid y de composición en el Centro Superior Katarina Gurska de Madrid.
Algunos de los intérpretes más destacados de sus obras han sido la Orquesta Nacional de España, Orquesta de RTVE, JONDE, ORCAM, Real Filharmonía de Galicia, OSPA, London Sinfonietta Orchestra, Finnish Radio Symphony Orchestra, Wisconsin University Symphony Orchestra, Orchestre Symphonique du Rhin-Mulhouse, Plural Ensemble, Grup Instrumental de València, Taller Sonoro y el Cuarteto Casals.
Han interpretado sus obras solistas como Ernest Rombout, Ananda Sukarlan, Ángel Luis Castaño, Guillermo Pastrana, Evelyn Glennie, Miguel Bernat y Sarah Leonard, y directores como José Ramón Encinar, Sakari Oramo, Diego Masson, Luca Pfaff, Josep Pons, Fabián Panisello, Tapio Tuomela y Pablo Heras-Casado.
Durante la temporada 1999-2000 fue compositor de la Joven Orquesta Nacional de España (JONDE), para la que compuso Mito, para 13 instrumentos, así como Fantasía Segunda (orquesta). En 2002 estrenó su obra escénica Sol de Invierno, para mezzosoprano, barítono y seis percusionistas, basada en Espectros, de Ibsen, por encargo del conjunto «Drumming» de Oporto.
En 2005 recibió el Premio Nacional de Música (categoría de Composición) por su trayectoria artística, especialmente por el estreno de su Sinfonía nº. 1.
Ha sido maestro de un conjunto de jóvenes compositores y compositoras como: Guillermo Buendía, Mila Jiménez Sarmentero, Sara Canosa, Jaime Casper, Alberto García, Antonio Manuel Martínez Heredia, Aday Cartagena, Pablo de Diego, Alejandro Pastor, Esteban Barajas Alonso, Andrés Gosalvez, Marimar Angulo, Carolina Valencia, Ana Silva, Diego Arévalo.

## Obras
| Año     | Obra | Tipo de obra                         | Duración |
| 1984    | Ritual, para oboe, clarinete, tpa, 2 tbn, violonchelo, cb y 1 percusionista                                                                                               | Instrumental, conjunto               | 08:00    |
| 1985    | Sequor, para flauta, viola y guitarra | Instrumental, trío                   | 05:00    |
| 1985    | Veladura (rev. 1996), para clarinete, vibráfono y piano | Instrumental, trío                   | 09:00    |
| 1986    | En la luz, para flauta, clarinete bajo, piano, 1 percusionista, violín y viola                                                                                            | Instrumental, conjunto               | 06:30    |
| 1987    | Verso I, para flauta | Solista, flauta                      | 05:00    |
| 1988    | Deneb, para 1 percusionista solista (vibr + mba) y 2 oboes, 2 fagots, 2 tpa, 2 tr, 2 tbn, tba                                                                             | Instrumental, conjunto               | :00      |
| 1989    | Canto de las dos naturalezas, para soprano, flauta, oboe, clarinete bajo, fagot, piano y 1 percusionista (textos del Bhagavad-Gita)                                       | voces y conjunto instrumental        | 13:00    |
| 1990    | Corriente cautiva, para orquesta | Orquestal                            | 11:30    |
| 1991    | Consort, para cuatro flautas de pico | Solista, flauta (4)                  | 11:00    |
| 1991    | Verso II, para clarinete y violonchelo | Instrumental, dúo                    | 06:00    |
| 1991    | Invernal, para 12 instrumentos | Instrumental, conjunto               | 09:00    |
| 1992    | Kleines Konzert, para Ob, clarinete, tpa, marimba, violín, viola y violonchelo                                                                                            | Instrumental, conjunto               | 07:00    |
| 1992    | Concierto para oboe | Orquestal, concierto                 | 15:00    |
| 1993    | Etude, para flauta, oboe, clarinete, tpa y fagot | Instrumental, conjunto               | 08:00    |
| 1994    | Verso III, para 1 percusionista (marimba, 2 toms chinos y 2 platos) | Solista, percusión                   | 07:30    |
| 1994    | Canto del abismo, para soprano, flauta, oboe, clarinete, 1 percusionista, violín y violonchelo (Juan-Eduardo Cirlot)                                                      | Vocal, voces y conjunto instrumental | 08:00    |
| 1994    | Visión del errante (Poema de D. del Puerto), para 12 voces mixtas (3S, 3A, 3T, 3B)                                                                                        | Vocal, coro a capela                 | 09:30    |
| 1995    | Intrata, para piano | Solista, piano                       | 01:30    |
| 1996    | Poema, para guitarra | Solista, guitarra                    | 01:30    |
| 1996    | Verso IV, para piano | Solista, piano                       | 10:00    |
| 1996    | Concierto para marimba, para marimba y 15 instrumentos | Concierto                            | 18:00    |
| 1997    | Wiegenlied (para Leo), para clarinete bajo y 1 percusionista | Instrumental, dúo                    | 05:00    |
| 1997    | Adagio, para orquesta | Orquestal                            | 06:30    |
| 1997    | Concierto para violín | Orquestal, concierto                 | 28:00    |
| 1998    | Dolce, para clarinete y piano | Instrumental, dúo                    | 07:00    |
| 1998    | Intermezzo, para orquesta de cuerdas | Instrumental, conjunto               | 09:00    |
| 1998    | Fantasía primera, para orquesta | Orquestal                            | 10:00    |
| 1998    | Paisaje (Poema de D. del Puerto). Coro a 4 voces (SATB) | Vocal, coro a capela                 | 07:00    |
| 1999    | Rejoice, para piano | Solista, piano                       | 04:00    |
| 1999    | Mito, para 13 instrumentos | Instrumental, conjunto               | 15:00    |
| 2000    | Comedia, para 2 flautas de pico, viola da gamba y clave | Instrumental, conjunto               | 12:00    |
| 2000    | Fantasía segunda, para orquesta | Orquestal                            | 10:00    |
| 2001    | Diario, para acordeón y piano | Instrumental, dúo                    | 10:00    |
| 2001    | Trencadís de festa, para 14 instrumentos | Instrumental, conjunto               | 04:00    |
| 2001    | Sol de Invierno, obra escénica para mezzosoprano, barítono y seis percusionistas, basada en Espectros, de Ibsen                                                           | Escénica, ópera                      | 30:00    |
| 2002    | Mirada, para guitarra | Solista, guitarra                    | 05:30    |
| 2002    | Alio Modo, para piano | Solista, piano                       | 06:30    |
| 2002    | Cuarteto de cuerda | Cámara, cuarteto de cuerda           | 24:00    |
| 2002    | Epitafio, para cuarteto de cuerda | Cámara, cuarteto de cuerda           | 03:00    |
| 2002    | Variazioni sulla ritirata notturna di Madrid. Orquestación del 3.er mov. del Quinteto op. 57 n.º 6 de Boccherini                                                          | Orquestal                            | 06:00    |
| 2002    | Nocturno, para soprano, violín, violonchelo y piano (texto D. del Puerto)                                                                                                 | Vocal, voces y conjunto instrumental | 12:00    |
| 2003    | Sonata, para clarinete solo | Solista, clarinete                   | 01:50    |
| 2003    | Dos preludios, para guitarra | Solista, guitarra                    | 10:00    |
| 2003    | Advenit, para clarinete, violín, violonchelo y piano | Instrumental, cuarteto               | 15:00    |
| 2003    | Una suite para Leo |                                      | -        |
| 2003    | Intermezzo, para 2 violines, viola, violonchelo, cb (Versión para quinteto de obra homónima para orquesta)                                                                | Instrumental, conjunto               | 09:00    |
| 2003    | Nigredo, para 8 violonchelos | Solista, violonchelo (8)             | 10:00    |
| 2003    | Sobre la noche, para soprano y acordeón (texto D. del Puerto) | Vocal, voces y conjunto instrumental | 12:00    |
| 2003    | Espacio de la luz (Poema de David del Puerto). Coro a 4 voces (SATB) | Vocal, coro a capela                 | 07:00    |
| 2004    | Dos Dedicatorias, para violín solo [I. Versículo, a F. Guerrero in memoriam - II. Epitalamio (Nuptiae Bulgatinae]                                                         | Solista, violín                      | 09:00    |
| 2004    | Rondós, para piano | Solista, piano                       | 03:30    |
| 2004    | Sinfonía nº. 1, Boreas | Orquestal, sinfonía                  | 23:00    |
| 2003/05 | Cuaderno para los niños, para guitarra | Solista, guitarra                    | 18:00    |
| 2005    | Fantasía para acordeón | Solista, acordeón                    | 07:00    |
| 2005    | Impromptu, para Fl, clarinete, violín, violonchelo y piano (Miniatura escrita para el homenaje a C. Halffter en el «Curso de Composición de Villafranca del Bierzo 2005») | Instrumental, conjunto               | 02:00    |
| 2005    | Concierto nº. 2 para oboe | Orquestal, concierto                 | 17::00   |
| 2005    | Sinfonía nº. 2, Nusantara | Orquestal, sinfonía                  | 35:00    |
| 2006    | Winter Suite, para guitarra | Solista, guitarra                    | 13:00    |
| 2006    | Seis estudios, para guitarra | Solista, guitarra                    | 17:00    |
| 2006    | Meridies |                                      | -        |
| 2006    | Divertimento para cuerdas o para orq. (o quinteto de cuerdas) | Instrumental, conjunto               | 13:00    |
| 2006    | Fantasía Impromptu |                                      | -        |
| 2006    | Variaciones in Memoriam Gonzalo de Olavide |                                      | -        |
| 2007    | Bluescape | Solista, Violín                      | 07:00    |
| 2007    | Cuaderno de instantes |                                      | -        |
| 2007    | 42 °C a la sombra |                                      | -        |
| 2007    | Páginas de verano |                                      | -        |
| 2007    | Bestiario celeste |                                      | -        |
| 2007    | Sinfonía nº. 3, “en la melancolía de tu recuerdo, Soria” | Orquestal, sinfonía                  | -        |
| 2007    | Cinco poemas de Javier Alfaya |                                      | -        |

## Discografía
- Polifonía de Compositores - Komponisten Polyphonie. Instituto Cervantes de Bremen (2008). Alio Modo, Meridies, Una Suite para Leo, Fantasía Impromptu, Nocturno y Toccatta, Advenit y Música Electrónica. Intérpretes: M. A. Pérez Rizzi, *guitarra; David Del Puerto; electrónica; Taller Sonoro.
- Alio Modo. Tritó, TD 00026, Barcelona (2007). Alio Modo, Fantasía para Acordeón, Cuaderno Para los Niños, Diario, Intrata, Rondós, Rejoice, Sobre la Noche, Verso IV. Intérpretes: Ángel Luis Castaño, acordeón; Ananda Sukarlan, piano; Carmen Gurriarán, soprano. Grabaciones en estudio.
- Sinfonía N.º 2 “Nusantara” / Concierto para violín y orquesta. Stradivarius, STR33765, Milán (2007).  Sinfonía Nº 2 "Nusantara", Concierto para Violín. Intérpretes: Ananda Sukarlan, piano; Manuel Guillén, violín. ORCAM, director: José Ramón Encinar. Grabación en estudio (Nusantara) / Grabación en directo (Concierto para violín).
- Boreas. Tritó, TD 00025, Barcelona (2006). Boreas, Fantasía Primera, Fantasía Segunda, Mito, Adagio. Intérpretes: Finnish Radio Symphony Orchestra, director: Sakari Oramo /Orquesta de la RTVE, director: Pablo Heras / JONDE, directores: Pablo González Bernardo y Josep Caballé / Real Filharmonía de Galicia, director: Pedro Halffter. Grabaciones en directo.
- In Memoriam Joaquim Homs. Anacrusi S.L., AC 060, Girona (2006). Rondós.  Intérprete: Jordi Masó, piano.
- Spanish Music for Solo Accordion. Tañidos, SRD-322, Madrid (2006). Fantasía para Acordeón.  Intérprete: Ángel Luis Castaño, acordeón.
- Música de cámara actual para acordeón. Verso, VRS 2023, Madrid (2005). Sobre la Noche. Intérpretes: Pilar Jurado, soprano / Iñaki Alberdi, acordeón.
- Ad Multos Annos. National Gallery of Ireland, Dublín (2004). Espacio de la Luz. Intérprete: The National Chamber Choir of Ireland / Celso Antunes, director. Grabación en directo.
- Los viajes de Gulliver y otras visiones extremas del barroco. Dahiz Produccions, 025-CD, Valencia (2003). Comedia. Intérpretes: Grupo de música barroca La Folía.
- Álbum de Colien para guitarra. Ediciones Cecilia Colien Honegger (1998). Poema. Intérprete: Marco Socías, guitarra.
- Álbum de Colien. Ediciones Cecilia Colien Honegger (1995). Intrata. Intérprete: Ananda Sukarlan, piano.
- Jeune musique de chambre espagnole. L’Empreinte Digitale, ED 13040, París (1994). Verso I. Intérprete: Isabelle Duval, flauta.
- Percusión Fin de Siglo. Willibrord Classics, WCCD 60653195-2, Veenendaal (Holanda) (1994). Verso III. Intérprete: José Vicente, percusión.
- Xenakis Ensemble Live. BVHAAST, CD 9219, Ámsterdam (1992). Concierto para Oboe. Intérpretes: Ernest Rombout, oboe / Diego Masson, director / Xenakis Ensemble. Grabación en directo.
- Peces. Desert Produccions, DP 002, Tarrasa (1992). Consort. Intérpretes: Quartet de Bec Frullato.

## Enlaces relacionados
- Página oficial del compositor
- Página de David del Puerto (enlace roto disponible en Internet Archive; véase el historial, la primera versión y la última). (con ejemplos de audio y partituras) en TRITÓ Edicions.
- David del Puerto: Boreas
- Sinfonía 'Nusantara'

- Datos: Q5241484